# Tamara Schijff
Tamara Schijff (* 26. August 1982 in Amersfoort) ist eine niederländische Bi- und Triathletin, Skilangläuferin, Leichtathletin sowie Radsportlerin.
Tamara Schijff hatte zunächst einige Erfolge im Radsport zu verzeichnen, wurde etwa 2005 Dritte der Regionalmeisterschaften im Zeitfahren von Limburg en Zuid-Oost. 2007 gewann sie das Rennen NK Wielrennen Medici nach Amsterdam. Seit Beginn der 2010er Jahre startete sie vermehrt im Triathlon. Beim Ironman-Rennen in St. Pölten wurde sie 2011 19., bei der Mitteldistanz in Heilbronn im selben Jahr Dritte. Seit 2012 widmet sie sich auch intensiver dem Skilanglauf und Biathlon. Bei den nationalen Meisterschaften verpasste sie im Skilanglauf-Freistil als Viertplatzierte noch knapp eine Podiumsplatzierung, bei den Biathlon-Meisterschaften gewann sie den Titel. 2013 gewann sie im Crosslauf-Sommerbiathlon bei den offenen Thüringer Meisterschaften die Rennen im Sprint und dem Massenstart. Im Langlauf gewann das traditionsreiche Wallenloop Naarden. Bei den Sommerbiathlon-Europameisterschaften 2013 in Haanja nahm sie erstmals an einer Europameisterschaft teil und wurde im Sprint 25., im Verfolgungsrennen 23. 